# Hypothyris glabra
Hypothyris glabra är en fjärilsart som beskrevs av Frederick DuCane Godman 1899. Hypothyris glabra ingår i släktet Hypothyris och familjen praktfjärilar. Inga underarter finns listade i Catalogue of Life.